# Bungo (province)
Pour les articles homonymes, voir Bungo.
Bungo (豊後国, Bungo no kuni) est une ancienne province du Japon.

## Géographie
Elle est située dans la partie nord-est du Kyūshū.
Sa capitale fut Funai au XVIe siècle.

## Histoire
Sa création en tant qu'unité administrative semble remonter à la fin du VIIe siècle, au début du règne de Monmu.
Entre l'époque de Heian et l'ère Meiji, plusieurs familles occupent la région.
Elle est remplacée en 1871 par la préfecture d'Ōita.